# Michel Morelet
Pour les articles homonymes, voir Morelet.
Michel Morelet, né le 20 mai 1938 à Brazzaville et mort le 20 décembre 2020 à Nancy, est un botaniste, mycologue et taxinomiste français, docteur en biologie végétale à l'Université Nancy-I (1983) et ingénieur à l'Institut national de la recherche agronomique en phytopathologie (en 1997).

## Biographie

### Jeunesse
Michel Morelet naît le 20 mai 1938 à Brazzaville. Après une enfance et une scolarité au Congo, au Vietnam, puis au Mali, il est formé à l'Institut Agricole du Centre à Yzeure dans l'Allier de 1956 à 1960, puis au Centre d'enseignement zootechnique de Rambouillet. Il effectue ensuite un stage à l'Institut national de la recherche agronomique (INRA) à Jouy-en-Josas en 1962-1963, puis dans le laboratoire de phytopathologie du Professeur Georges Viennot-Bourgin à l'Institut national agronomique en 1963-1964.

### Carrière
Il est recruté à l'INRA à Nancy le 1er janvier 1965. Il fait partie des « membres fondateurs » du Laboratoire de Pathologie Forestière créé en 1964 par Louis Lanier à l'ENGREF, laboratoire qui déménage à Champenoux en 1971 et qui constitue depuis une équipe de l'UMR « Interactions Arbres – Microorganismes ». Il est initialement technicien et devient rapidement Ingénieur d'études. Il est pendant de nombreuses années responsable du « Service de détermination » du Laboratoire de Pathologie Forestière. Il encadre à ce titre le DEA de Pierre Chandelier, qui devient le premier responsable de l'Unité de Mycologie Agricole et Forestière du Laboratoire National de la Protection des Végétaux à Nancy (depuis intégrée à l'Anses).
Il soutient une thèse de doctorat en 1983 à l'Université de Nancy sur la « Systématique et biologie des Venturia inféodés aux peupliers de la section Leuce ». C'est un mycologue et systématicien reconnu et faisant autorité en France et à l'étranger. Il nomme, ou renomme, pour la première fois de nombreux taxons de champignons pathogènes des arbres. Il publie plus de 60 articles scientifiques, la plupart en français. Il contribue au tome I de l'ouvrage de référence Mycologie et pathologie forestières de Louis Lanier et co-auteurs, publié en 1978. Sa contribution la plus notable est la publication en 1997 avec Étienne Kiffer de l'ouvrage Les Deutéromycètes : Classification et clés d'identification générique aux éditions INRA (depuis éditions Quæ). Cet ouvrage est traduit en anglais en 2000 aux éditions Taylor & Francis. Tout au long de sa carrière, Michel Morelet réunit des échantillons (dont des échantillons type) qui constituent l'herbier mycologique de Pathologie forestière. Cet herbier, qui compte près de 1 500 échantillons, est conservé au sein de l'UMR Interactions Arbres – Microorganismes.
Michel Morelet prend sa retraite en 2000, mais reste encore actif dans le domaine de la taxinomie des champignons pendant de nombreuses années. Il meurt à l'âge de 82 ans le 20 décembre 2020 à Nancy.

## Publications
(liste non exhaustive)

### Ouvrages
- (en tant que coauteur) Louis Lanier et al., Mycologie et pathologie forestières, 1978 (ISBN 978-2-225-46871-1, lire en ligne)
- Étienne Kiffer et Michel Morelet, Les deutéromycètes : classification et clés d'identification générique, Editions Quae, 1997 (ISBN 978-2-7592-0211-9, lire en ligne)
- Michel Morelet, « Systématique et biologie des Venturia inféodes aux peupliers de la section Leuce », Thèse de doctorat, Université de Nancy I,‎ 1983 (lire en ligne, consulté le 25 août 2023)

### Articles
- Michel Morelet, « Étude expérimentale préliminaire des Pollaccia inféodés aux peupliers de la section Leuce », Publications de la Société Linnéenne de Lyon, vol. 52,‎ 1983, p. 104–107 (ISSN 0366-1326, DOI 10.3406/linly.1983.10582, lire en ligne, consulté le 25 août 2023)
- Michel Morelet, « Une variété nouvelle de Fusicladium (Hyphomycètes) sur peuplier en Chine », Publications de la Société Linnéenne de Lyon, vol. 75, no 4,‎ 2006, p. 179–181 (DOI 10.3406/linly.2006.13627, lire en ligne, consulté le 25 août 2023)
- Michel Morelet, « La maladie chancreuse du pin d'Alep. I. Inventaire des champignons associés aux chancres », Publications de la Société Linnéenne de Lyon, vol. 40, no 9,‎ 1971, p. 265–269 (DOI 10.3406/linly.1971.9950, lire en ligne, consulté le 25 août 2023)
- Michel Morelet, « Kabatina thujae, agent d'une nouvelle maladie du cyprès de l'Arizona en France », Publications de la Société Linnéenne de Lyon, vol. 39, no 6,‎ 1970, p. 213–216 (DOI 10.3406/linly.1970.6099, lire en ligne, consulté le 25 août 2023)
- Michel Morelet, « Une maladie des pins, nouvelle pour la France, due à Scirrhia pini Funk et Parker et à son stade conidien Dothistroma pini Hulbary », Publications de la Société Linnéenne de Lyon, vol. 36, no 8,‎ 1967, p. 361–367 (DOI 10.3406/linly.1967.5954, lire en ligne, consulté le 25 août 2023)
- Michel Morelet, « Contribution à l'étude de la microflore fongique du Var, 2ème note », Publications de la Société Linnéenne de Lyon, vol. 36, no 2,‎ 1967, p. 40–43 (DOI 10.3406/linly.1967.5892, lire en ligne, consulté le 25 août 2023)

## Taxons décrits
La base de données MycoBank recense 243 taxons de champignons attribués à Michel Morelet, dont les 82 basionymes suivants  :
- Aureobasidium thujae-plicatae M.Morelet, 1978
- Beltrania magnoliae M.Morelet, & Vivant, 2001
- Bitunicostilbe M.Morelet, 1971
- Brunchorstia pinea var. cembrae M.Morelet, 1980
- Candida montrocheri M.Morelet, 1968
- Candida montrocherii M.Morelet, 1968
- Cercospora fijiensis M.Morelet, 1969
- Chitinonectria M.Morelet, 1968
- Coniella cupressacearum M.Morelet, 1971
- Crumenulopsis sororia var. meridionalis M.Morelet, 1978
- Cryptosporiopsis inaequalis M.Morelet, 1973
- Dactylellina M.Morelet, 1968
- Didymella trifoliorum M.Morelet, 1968
- Discula westendorpii M.Morelet, 1968
- Durandiella gallica M.Morelet, 1971
- Endosporostilbe corticola M.Morelet, 1971
- Erikssonopsis M.Morelet, 1971
- Fusicladium martianoffianum var. sinensis M.Morelet, 2006
- Gamsia M.Morelet, 1969
- Gremmeniella M.Morelet, 1969
- Grovesiella M.Morelet, 1969
- Hennebertia M.Morelet, 1969
- Jongiella M.Morelet, 1971
- Kabatiella dalgeri M.Morelet, 1968
- Leptographium wingfieldii M.Morelet, 1988
- Massarina operculicola M.Morelet, 1980
- Metazythiopsis M.Morelet, 1988
- Metazythiopsis halepensis M.Morelet, 1988
- Morrisographium M.Morelet, 1968
- Mucosetospora M.Morelet, 1972
- Mycosphaerella acilegna M.Morelet, 1971
- Mycosphaerella allicina var. ferlinii M.Morelet, 1968
- Mycosphaerella crietiana M.Morelet, 1970
- Mycosphaerella cruchetii M.Morelet, 1968
- Mycosphaerella cruchetti M.Morelet, 1968
- Mycosphaerella deightonii M.Morelet, 1973
- Mycosphaerella fijiensis M.Morelet, 1969
- Mycosphaerella frauxii M.Morelet, 1968
- Mycosphaerella lachmannii M.Morelet, 1965
- Mycosphaerella muelleriana M.Morelet, 1972
- Mycosphaerella murashkii M.Morelet, 1968
- Mycosphaerella paronychiae M.Morelet, 1968
- Mycosphaerella petchii M.Morelet, 1968
- Mycosphaerella pini-patulae M.Morelet, 1971
- Mycosphaerella viegasii M.Morelet, 1968
- Petrakomyces gallicus M.Morelet, 1970
- Phoma jolyi M.Morelet, 1968
- Phomopsis libertii M.Morelet, 1968
- Phragmotrichum fresenii M.Morelet, 1968
- Phragmotrichum freseniusii M.Morelet, 1968
- Phyllosticta cejpii M.Morelet, 1968
- Phyllosticta sporalonga M.Morelet, 1973
- Pollaccia mandshurica M.Morelet, 1993
- Pollaccia radiosa var. populi-albae M.Morelet, 1985
- Poroisariopsis M.Morelet, 1971
- Pringsheimia thujina M.Morelet, 1980
- Pseudorobillarda M.Morelet, 1968
- Raffaelea montetyi M.Morelet, 1998
- Ramularia aequivoca var. andrei M.Morelet, 1967
- Rhexographium M.Morelet, 1995
- Rhexographium fimbriasporum M.Morelet, 1995
- Rhizosphaera media M.Morelet, 1973
- Rhizosphaera pini var. kobayashii M.Morelet, 1969
- Scirrhia pini var. galliensis M.Morelet, 1968
- Septoria angelicae-anomalae M.Morelet, 1968
- Septoria angelicae-decurrentis M.Morelet, 1968
- Septoria nelenii M.Morelet, 1968
- Septoria roll-hansenii M.Morelet, 1973
- Setomelanomma M.Morelet, 1980
- Setomelanomma holmii M.Morelet, 1980
- Sphaceloma negrui M.Morelet, 1968
- Stomiopeltis strobilicola M.Morelet, 1981
- Strasseria acicola M.Morelet, 1978
- Uromyces eugenei-mayorii M.Morelet, 1969
- Uromyces eugeni-mayorii M.Morelet, 1969
- Uromyces eugeniae-mayorii M.Morelet, 1969
- Venturia mandshuria M.Morelet, 1993
- Venturia mandshurica M.Morelet, 1993
- Venturia tremulae var. grandidentatae M.Morelet, 1985
- Venturia tremulae var. populi-albae M.Morelet, 1985
- Venturia viennotii M.Morelet, 1977
- Venturia viennotii var. levispora M.Morelet, 1985